# Machar Marshes
Machar Marshes är en våtmark i Sydsudan.   Den ligger i delstaten Övre Nilen, i den nordöstra delen av landet, 500 kilometer norr om huvudstaden Juba.
Omgivningarna runt Machar Marshes är huvudsakligen savann. Runt Machar Marshes är det glesbefolkat, med 18 invånare per kvadratkilometer.